# Fayga Ostrower
Fayga Perla Ostrower, nacida Fayga Perla Krakowski, (Lodz, 14 de septiembre de 1920 - Río de Janeiro, 13 de septiembre de 2001) fue una grabadora, pintora, diseñadora, ilustradora y teórica del arte polaco-brasileña.

## Trayectoria
Procedente de una familia judía, en 1921 se trasladó a las ciudades de Elberfeld y Barmen en Alemania, donde realizó sus estudios de educación primaria y secundaria. A principios de la década de 1930, debido a dificultades con las autoridades alemanas, su familia se estableció en Bélgica y, posteriormente, emigró a Brasil en 1934, instalándose en Nilópolis. Allí trabajó como secretaria mientras estudiaba arte en la Asociación de Bellas Artes. En 1941, Fayga se casó con el activista marxista Heinz Ostrower, y ambos se nacionalizaron en 1951. Tuvieron un hijo, Carl Robert (n. 1949), y una hija, Anna Leonor (n. 1952).
En 1946, amplió su formación en la Sociedad Brasileña de Bellas Artes y Artes Gráficas de la Fundación Getúlio Vargas, donde estudió grabado en metal y madera, así como historia del arte, con docentes como Axel Leskoschek, Tomás Santa Rosa, Carlos Oswald y Anna Levy. En 1955, obtuvo una beca Fulbright que le permitió pasar un año en Nueva York, donde perfeccionó sus conocimientos en grabado bajo la tutela de Stanley Hayter. Ostrower expuso sus obras y ganó premios en las bienales internacionales de arte de São Paulo (1951 a 1967), Venecia (1958 y 1962) y México (1960).
Entre 1954 y 1970, Ostrower impartió clases de Composición y Pensamiento crítico en el Museo de Arte Moderno de Río de Janeiro. En la década de 1960 enseñó en la escuela Slade School of Fine Art de Londres, y en 1964 en el Spelman College, en Atlanta. Posteriormente, impartió clases en programas de posgrado en diversas universidades brasileñas. Consecutivamente desarrolló cursos de arte para trabajadores y centros comunitarios, y dio conferencias en diversas instituciones culturales.
Entre 1963 y 1966, ocupó la presidencia de la Associação Brasileira de Artes Plásticas. Posteriormente, entre 1978 y 1988, dirigió el comité brasileño de la Sociedad Internacional de Educación por el Arte (INSEA) de la Unesco. También fue miembro honorífico de la Academia de Arte y Diseño de Florencia. Además, entre 1982 y 1988, formó parte del Conselho Estadual de Cultura.

## Reconocimientos
A lo largo de su trayectoria, recibió diversos reconocimientos, entre ellos el Premio de la Orden de Río Branco en 1972. En 1998, fue distinguida con la Orden del Mérito Cultural de Brasil, y al año siguiente, en 1999, obtuvo el Grande Prêmio de Artes Plásticas, otorgado por el Ministerio de Cultura de Brasil.
En 2002, se fundó en Río de Janeiro el Instituto Fayga Ostrower en memoria de Ostrower, para albergar sus obras y documentos. Y, en 2023, se incluyó su obra en la exposición Action, Gesture, Paint: Women Artists and Global Abstraction 1940-1970 en la Whitechapel Gallery de Londres.
Su obra forma parte de colecciones de instituciones como el Museo de Arte Moderno de Nueva York (MoMA), el Museo de Arte de Filadelfia, el Instituto de Arte de Chicago, la Biblioteca del Congreso de Estados Unidos, el Museo Nacional de Bellas Artes de Brasil, el Museo de Arte Contemporáneo de la Universidad de São Paulo, el Instituto de Arte Contemporáneo de Boston y el Museo de Victoria y Alberto de Londres, así como el Albertina de Viena.

## Obra
- 1983 – Universos da arte; Editora Campus, Rio de Janeiro. ISBN 8570011121
- 1990  – Acasos e criacao artistic; Editora Campus, Rio de Janeiro. ISBN 8570015992